# ماچاخلیس‌تسقالی
ماچاخلیس‌تسقالی (به گرجی: მაჭახელისწყალი) (به ترکی استانبولی: Maçahel Suyu) رودخانه‌ای است که از استان آرتوین در ترکیه به سوی جمهوری آجارستان می‌رود. این رود شاخه سمت راست رود چوروه است.